# Eleição municipal de Pelotas em 1996
A eleição municipal de 1996 em Pelotas ocorreu em 3 de outubro de 1996 (1º Turno) e 15 de novembro de 1996 (2º Turno). Também no dia , ocorreram as eleições para renovar as cadeiras da câmara municipal.

## Candidatos
|  | Nº | Candidato(a) a prefeito | Candidato(a) a prefeito                        | Candidato(a) a vice-prefeito | Candidato(a) a vice-prefeito                  | Coligação                                                                                         |
|  | -- | ----------------------- | ---------------------------------------------- | ---------------------------- | --------------------------------------------- | ------------------------------------------------------------------------------------------------- |
|  | 11 |                         | Roger Castagno (PPB) Roger Lahorgue Castagno   |                              | n/d                                           | Sem coligação - Partido Progressista Brasileiro (PPB)                                             |
|  | 12 |                         | Anselmo Rodrigues (PDT) José Anselmo Rodrigues |                              | Otelmo Demari Alves (PDT) Otelmo Demari Alves | Sem nome - Partido Democrático Trabalhista (PDT) - Partido Comunista do Brasil (PCdoB)            |
|  | 13 |                         | Fernando Marroni (PT) Fernando Stephan Marroni |                              | n/d                                           | Sem nome - Partido dos Trabalhadores (PT) - Partido Popular Socialista (PPS) - Partido Verde (PV) |
|  | 14 |                         | Valnei da Silva (PTB) Valnei Tavares da Silva  |                              | n/d                                           | Sem nome - Partido Trabalhista Brasileiro (PTB) - Partido Liberal (PL)                            |
|  | 15 |                         | Edgar Klever (PMDB) Edgar Henrique Klever      |                              | n/d                                           | Sem coligação - Partido do Movimento Democrático Brasileiro (PMDB)                                |
|  | 45 |                         | Michel Halal (PSDB) Michel Halal               |                              | n/d                                           | Sem nome - Partido da Social Democracia Brasileira (PSDB) - Partido da Frente Liberal (PFL)       |

## Eleições
| Candidato(a)            | Vice                      | 1º Turno 3 de outubro de 1996 | 1º Turno 3 de outubro de 1996 | 2º Turno 15 de novembro de 1996 | 2º Turno 15 de novembro de 1996 |
| Candidato(a)            | Vice                      | Votação                       | Votação                       | Votação                         | Votação                         |
| Candidato(a)            | Vice                      | Total                         | Porcentagem                   | Total                           | Porcentagem                     |
| ----------------------- | ------------------------- | ----------------------------- | ----------------------------- | ------------------------------- | ------------------------------- |
| Anselmo Rodrigues (PDT) | Otelmo Demari Alves (PDT) | 52.328                        | 30,48%                        | 85.472                          | 51,84%                          |
| Fernando Marroni (PT)   | n/d                       | 47.976                        | 29,06%                        | 79.407                          | 48,16%                          |
| Valnei da Silva (PTB)   | n/d                       | 23.999                        | 14,54%                        | Não participaram                | Não participaram                |
| Roger Castagno (PPB)    | n/d                       | 16.279                        | 9,86%                         | Não participaram                | Não participaram                |
| Michel Halal (PSDB)     | n/d                       | 15.011                        | 9,09%                         | Não participaram                | Não participaram                |
| Edgar Klever (PMDB)     | n/d                       | 11.696                        | 7,08%                         | Não participaram                | Não participaram                |
| Total de votos válidos  | Total de votos válidos    | 165.289                       | 100,00%                       | 164.879                         | 100,00%                         |
| Votos apurados          |                           |                               |                               |                                 |                                 |
| Votos válidos           | Votos válidos             | 165.289                       | 93,95%                        | 164.879                         | 94,30%                          |
| Votos em branco         | Votos em branco           | 2.739                         | 1,56%                         | 2.245                           | 1,28%                           |
| Votos nulos             | Votos nulos               | 7.901                         | 4,49%                         | 7.725                           | 4,42%                           |
| Total de votos apurados | Total de votos apurados   | 175.929                       | 100,00%                       | 174.849                         | 100,00%                         |
| Eleitores               |                           |                               |                               |                                 |                                 |
| Comparecimento          | Comparecimento            | 175.929                       | 85,66%                        | 174.849                         | 85,14%                          |
| Abstenções              | Abstenções                | 29.446                        | 14,34%                        | 30.526                          | 14,86%                          |
| Total de eleitores      | Total de eleitores        | 205.375                       | 100,00%                       | 205.375                         | 100,00%                         |

## Histórico do Eleito
Um levantamento do Tribunal de Contas do Estado do Rio Grande do Sul (TCE-RS) feito em 2013 revela que, na última década, políticos gaúchos foram condenados a devolver R$ 202,6 milhões aos cofres públicos. Presente nessa lista de políticos devedouros, apareceu José Anselmo Rodriguez, eleito duas vezes prefeito de Pelotas (Eleições municipais de 1996 e 1988).
José Anselmo Rodriguez, médico de formação, concorreu novamente à prefeitura de Pelotas em 2016 pelo PDT, onde acabou sendo derrotado pela candidata Paula Schild Mascarenhas filiada ao PSDB.